# Јована Палеолог
Jована Палеолог од Монферата (Касале Монферато, децембар 1467 — Салуцо, 29. децембар 1490) је била италијанска племкиња, супруга маркиза Лудовика II од Салуца.

## Биографија
Била је једина ћерка Вилијама VIII Палеолога, маркиза од Монферата и инфанте Марије од Фоа (ћерка Гастона IV од Фоа и краљице Елеоноре од Наваре).
У августу 1481.  године, удала се за свог рођака Лудовика II од Салуца, маркиза од Салуца. Брак је предвиђао да, ако његов ујак маркиз Бонифације III од Монферата умре без мушких наследника, маркизат од Монферата ће припасти синовима маркиза од Салуца. Године 1485. маркиз Лудовико II је у Казале Монферату наредио атентат на Сципиона Палеолога, ванбрачног сина маркиза Јована IV од Монферата, њга је желео да усвоји његов стриц маркиз Бонифације III. Али пошто је маркиз Бонифације III имао легитимне наследнике, до сукцесије Луја II није дошло.
После венчања, Јована, завидна на виши ранг своје млађе сестре Бјанке, војвоткиње Савојске, охрабрила је свог мужа маркиза Лудовика II да зарати против њеног зета војводе Карла I Савојског. Опкољена у својој омиљеној резиденцији Ревело, није пала у заробљеништво војводе Карла I, већ је била приморана да уступи феуд Вилановета.
Умрла је на порођају крајем 1490-их.

## Потомство
Из брака између маркизе Јоване Палеолог и маркиза Лудовика II де ла Ввеста рођени су:
- Маргарета (1486[4] - ?), обећана 27. јула 1490. године,[5] Антонију Марији Сансеверину, затим 1496. године, Клаудију Ђакому ди Миолану, који је умро 1497. године (син Антелма IV барона од Миолана и Гилберте ди Полињак, грофице Монтмаиеур); удала се за Петра од Салватијере 1515. године, (Педро Лопез од Ерере, господар Ампудије и гроф од Салватијере који је умро 1524. године, шпански племић, са којим је имала сина: Атанасија Лопеза од Ерере и Салуца);
- н.н. (мртворођен 29. децембра 1490).